# Prêmio ACIE de Cinema 2005
O Prêmio ACIE de Cinema de 2005 foi a segunda edição do Prêmio ACIE, concedido pela Associação dos Correspondentes de Imprensa Estrangeira no Brasil, a ACIE. A entrega dos troféus ocorreu em 29 de março de 2005 no Centro Cultural Banco do Brasil, no Rio de Janeiro, reunindo diversos profissionais atuantes no cinema brasileiro.

## Indicados e vencedores
Os vencedores foram anunciados na noite de 29 de março de 2005 e estão em negrito na tabela abaixo:
| Melhor Filme O Outro Lado da Rua – Kátia Machado - Cazuza - O Tempo Não Para – Daniel Filho - Contra Todos – Andrea Barata Ribeiro, Geórgia Costa, Bel Berlibck e Fernando Meirelles - Nina – Akira Goto              | Melhor Direção Cláudio Torres – Redentor - Heitor Dhalia – Nina - Marcos Bernstein – O Outro Lado da Rua - Monique Gardenberg – Benjamim                                                                          |
| Melhor Ator Daniel de Oliveira – Cazuza - O Tempo Não Para como Cazuza - José Dumont – Narradores de Javé como Antonio Biá - Paulo José – Benjamim como Benjamin Zambraia - Pedro Cardoso – Redentor como Célio Rocha | Melhor Atriz Fernanda Montenegro – O Outro Lado da Rua como Regina Bragança - Camila Morgado – Olga como Olga Benário - Cléo Pires – Benjamim como Ariela Masé / Castana Beatriz - Guta Stresser – Nina como Nina |
| Melhor Roteiro O Outro Lado da Rua – Marcos Bernstein e Melanie Dimantas - Contra Todos – Roberto Moreira - Narradores de Javé – Luiz Alberto de Abreu e Eliane Caffé - Nina – Heitor Dhalia                          | Melhor Documentário Entreatos - Fala Tu - Glauber o Filme, Labirinto do Brasil - Língua - Vidas Em Português |